# 佐竹義文 (内務官僚)

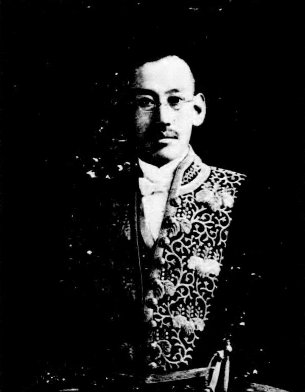
佐竹義文

佐竹 義文（さたけ よしふみ / よしぶみ、1876年（明治9年）11月4日 - 1952年（昭和27年）12月28日）は、日本の内務・警察官僚、実業家。政友会系官選県知事。

## 経歴
後の東京市四谷区四谷舟町（現新宿区舟町）出身。佐竹万三の長男として生まれる。第一高等学校を卒業。1903年、東京帝国大学法科大学法律学科（英法）を卒業。同年11月、文官高等試験行政科試験に合格。逓信省に入省し管船局属となる。1905年、内務省に転じ神奈川県属に就任した。
1906年、福井県事務官となる。以後、岡山県事務官・第二部長、山梨県事務官・警察部長、鹿児島県事務官・警察部長、奈良県事務官・内務部長、滋賀県内務部長、福岡県内務部長などを歴任。
1917年1月、鳥取県知事に就任。緊縮政策の中で、公有林野の林野調査、砂防造林、原蚕種製造所の充実、実業教育の実施などに尽力。1919年4月、香川県知事に転任。湯屋取締規則の制定、児童生徒の近視予防などを行う。1922年6月、知事を休職となる。内務省嘱託として欧米各国に出張し港湾行政などを視察した。帰国後、1923年6月、和歌山県知事に就任。緊縮予算の中でも教育費に配慮を行った。1924年6月、愛媛県知事に転任。銅山川水利権問題の解決を見たが、銀行合併問題は合併を実現できなかった。1925年9月、熊本県知事に転任。1926年9月28日、知事を依願免本官となり退官した。
その後、実業界に転じ、東邦電力 (株) 取締役、群馬水電取締役、安田保善社参事などを務めた。

## 著作
- 『欧米を縦横に』寳文館、1925年。

## 親族
- 妻 佐竹リヨウ（野村恒造長女）[10]